# Ère shirazi

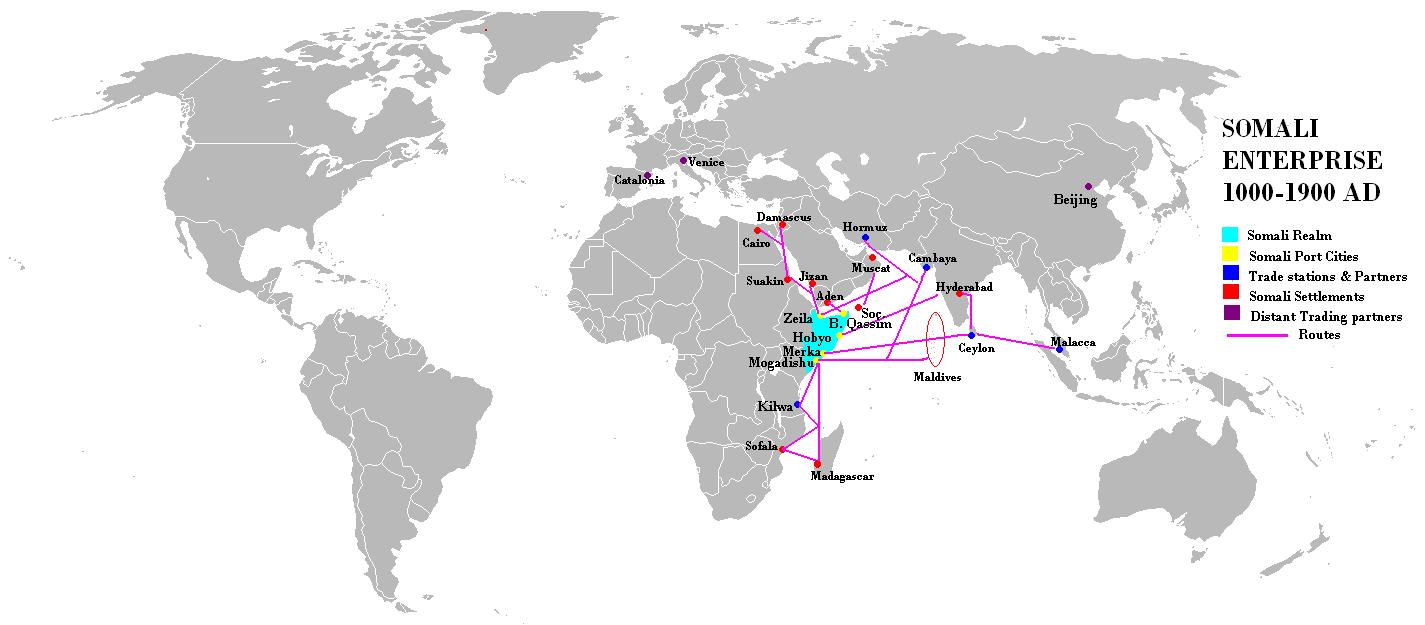
Commerce somali.

Pour les articles homonymes, voir Shirazi.
L'Ère shirazi correspond à une période comprise entre le XIIIe siècle et XVe siècle dans l'histoire de l'Afrique de l'Est, moment où des cités-États perses sont établies sur la côte orientale ainsi que sur des îles au large du littoral (archipel de Zanzibar par exemple). Cette époque prend fin avec l'arrivée des colons portugais mais a donné naissance à la culture swahilie.
Les colons perses provenaient essentiellement de la région de Shiraz, dans le sud-ouest de l'Iran. 
Les Shirazi actuels revendiquent leur appartenance à cette descendance.
Plusieurs sites en Tanzanie tels que les ruines de Kaole (en), Tongoni (en) ainsi que sur les îles Tumbatu et Pemba sont des vestiges d'anciennes colonies datant de cette ère.